# Santo Stefano in Aspromonte
Santo Stefano in Aspromonte és un comune (municipi) de la Ciutat metropolitana de Reggio de Calàbria, a la regió italiana de Calàbria, situat a uns 110 km al sud-oest de Catanzaro i a uns 12 km al nord-est de Reggio de Calàbria. A 1 de gener de 2019 la seva població era de 1.267 habitants.